# Dunaújváros

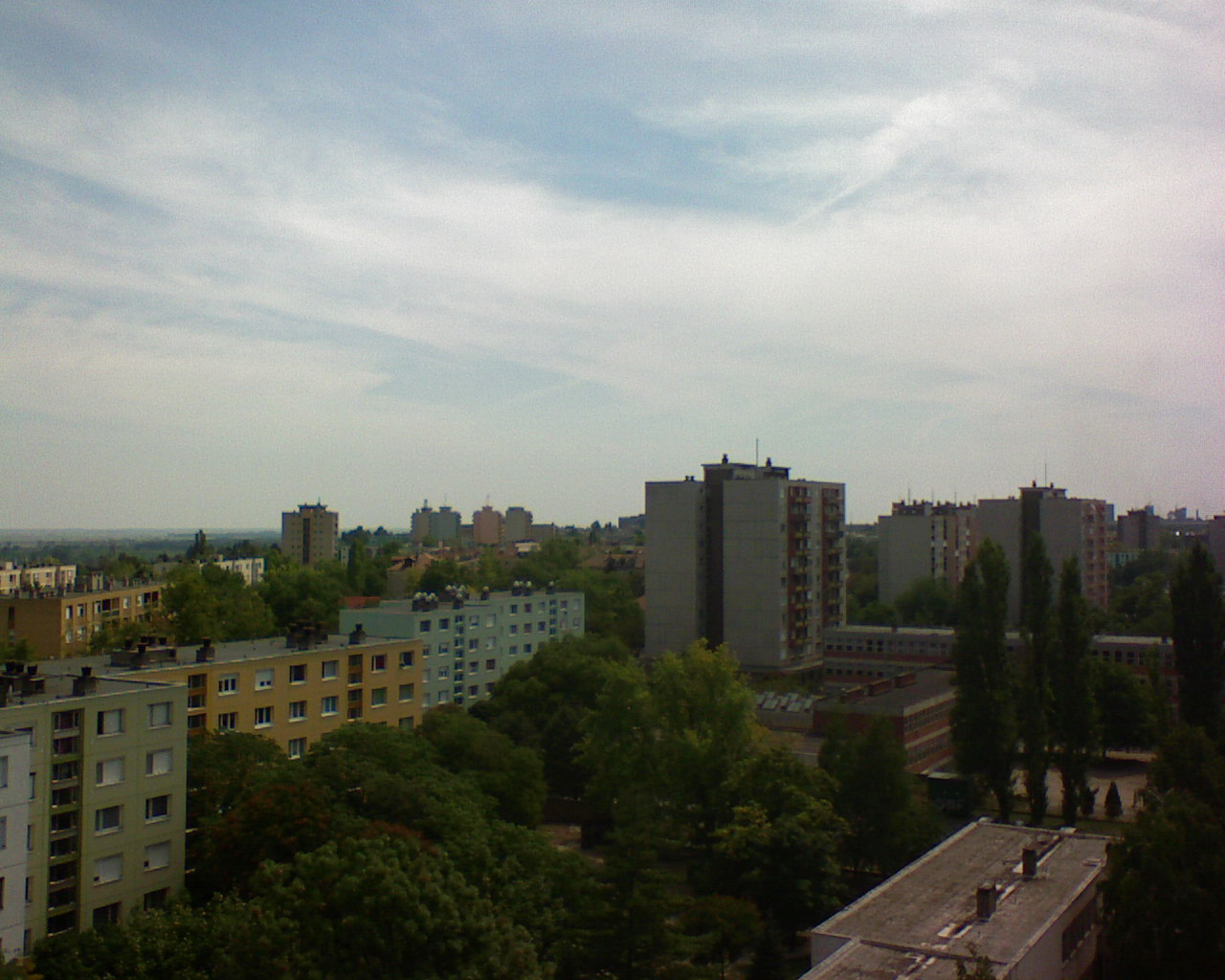
Dunaújváros

Dunaújváros és una ciutat autònoma d'Hongria. Es troba a la província de Fejér a 67 km al sud de Budapest. Té una població de poc més de 53.000 habitants (2004). Entre 1951 i 1961 va rebre el nom de Sztálinváros. El seu nom actual significa 'La nova Ciutat del Danubi', riu que la travessa de nord a sud.